# Fred M. MacLean
Fred Merrill MacLean (* 9. Juli 1898 in North Dakota; † 3. Juni 1976 in Los Angeles) war ein US-amerikanischer Szenenbildner.

## Leben
Fred M. MacLean, Sohn eines Kanadiers und einer US-Amerikanerin, war ab 1933 als Szenenbildner in Hollywood tätig, wo er bei Warner Brothers unter Vertrag genommen wurde. Im Laufe seiner Karriere arbeitete er mit Regisseuren wie Howard Hawks, William Wyler, Raoul Walsh, John Huston, George Cukor und George Stevens zusammen. 1942 wurde er erstmals in der Kategorie Bestes Szenenbild für den Howard Hawks Film Sergeant York nominiert. Weitere Nominierungen erhielt er für Die Abenteuer Mark Twains (The Adventures of Mark Twain, 19441) und George Stevens’ Die größte Geschichte aller Zeiten (The Greatest Story Ever Told, 1965). Ab 1954 kam er auch mehrfach beim US-amerikanischen Fernsehen zum Einsatz. Er starb 1976 im Alter von 77 Jahren in Los Angeles.

## Filmografie (Auswahl)
- 1938: Jezebel – Die boshafte Lady (Jezebel)
- 1941: Sergeant York
- 1942: Reise aus der Vergangenheit (Now, Voyager)
- 1943: In Freundschaft verbunden (Old Acquaintance)
- 1944: Das Leben der Mrs. Skeffington (Mr. Skeffington)
- 1945: Das grüne Korn (The Corn Is Green)
- 1945: Rhapsodie in Blau (Rhapsody in Blue)
- 1945: Spiel mit dem Schicksal (Saratoga Trunk)
- 1946: Tote schlafen fest (The Big Sleep)
- 1947: Hemmungslose Liebe (Possessed)
- 1948: Der Schatz der Sierra Madre (The Treasure of the Sierra Madre)
- 1948: Gangster in Key Largo (Key Largo)
- 1949: Stern vom Broadway (Look for the Silver Lining)
- 1949: Sprung in den Tod (White Heat)
- 1949: Die sündige Stadt (The Inspector General)
- 1950: Frauengeheimnis (Three Secrets)
- 1951: Drei auf Abenteuer (Soldiers Three)
- 1952: Zwei räumen auf (Cripple Creek)
- 1952: Hans und die Bohnenstange (Jack and the Beanstalk)
- 1953: Verwegene Gegner (Ride, Vaquero!)
- 1953: Sombrero
- 1955: Stadt in Angst (Bad Day at Black Rock)
- 1956: Die erste Kugel trifft (The Fastest Gun Alive)
- 1956: Die letzte Jagd (The Last Hunt)
- 1960: Machen wir’s in Liebe (Let’s Make Love)
- 1965: Die größte Geschichte aller Zeiten (The Greatest Story Ever Told)

## Auszeichnungen
- 1942: Eine Oscar-Nominierung in der Kategorie Bestes Szenenbild für Sergeant York zusammen mit John Hughes
- 1945: Eine Oscar-Nominierung in der Kategorie Bestes Szenenbild für Die Abenteuer Mark Twains zusammen mit John Hughes
- 1966: Eine Oscar-Nominierung in der Kategorie Bestes Szenenbild für Die größte Geschichte aller Zeiten zusammen mit Richard Day, William J. Creber, David S. Hall, Ray Moyer und Norman Rockett